# خيفود جنسوني
خيفود جنسوني (الاسم العلمي:Eciton jansoni) هو نوع من النمل يتبع جنس الخيفود من أسرة الخيفوداوات.